# Василев, Георгий
Георгий Пырванов Валилев (болг. Георги Първанов Василев; род. 9 июня 1945, Сидирокастрон, Греция) — болгарский футболист, нападающий.

## Клубная карьера
Василев начал заниматься футболом в 1959 году в городе Гоце-Делчев. До 1963 года он выступал в составе команды «Пирин» из Гоце-Делчева, а после был переведён в «Локомотив (Пловдив)» за который выступал до 1980 года.
Василев вернулся в «Пирин (Гоце Делчев)» в 1980 году, где играл до 1986 года и в возрасте 42 лет стал лучшим бомбардиром.
Василев сыграл в 386 матчах и забил 115 голов за пловдивский «Локомотив». В 1973 году он стал вице-чемпионом Болгарии, завоевав две бронзовые медали с «Локомотивом». В 2019 году Георгий Василев был награждён почётным знаком города Пловдив..

## Карьера в сборной
За молодёжную сборную Болгарии Георгий Василев провёл 6 игр и забил 6 голов
Он сыграл в 17 матчах и забил 4 гола за национальную сборную Болгарии. Выступал за сборную Болгарии по футболу на летних Олимпийских играх 1968 года.